# Grigori Kanowitsch
Grigori Kanowitsch (russisch Григорий Канович; litauisch Grigorijus Kanovičius, hebräisch גריגורי כנוביץ'‎, Vorname eigentlich Яков Семёнович, Jakow Semjonowitsch; geboren 18. Juni 1929 in Jonava, Litauen; gestorben 20. Januar 2023 in Tel Aviv, Israel) war ein litauisch-israelischer Schriftsteller, Dramatiker, Übersetzer, Drehbuchautor und Kinoregisseur. Er schrieb russisch und litauisch; in seinen russischen Prosawerken beschrieb er hauptsächlich das Leben der litauischen Juden.

## Leben
Grigorijus Kanovičius wurde als Jakow Semjonowitsch Kanowitsch in der litauischen Stadt Jonava in der Nähe von Kaunas, nach anderer Quelle in Kaunas selbst, als Sohn eines religiösen jüdischen Schneiders geboren. 1941, nachdem an seinem Wohnort mehr als 2100 Juden ermordet worden waren, flüchtete er während der kurzen Phase der sowjetischen Besatzung nach Zentralasien und lebte und lernte in Kasachstan und im Ural. Nach Kriegsende 1945 kam er zurück nach Litauen und lebte und studierte in Vilnius. 1948 debütierte er als Dichter und begann über die litauischen Juden und ihre Vergangenheit zu schreiben. Er schrieb auf Russisch, aber die Einflüsse des jiddischen Witzes und talmudischer Gedankengänge sind in seinem Werk unübersehbar. Wolfgang Kasack, ein deutscher Slawist, sagt über die Texte von Kanowitsch: „Er schrieb über das Schicksal der Juden, über ihre Beziehung zur litauischen und russischen Kultur. Im Zentrum seines Werks steht der kleine Mann, der sich dickköpfig dem Bösen entgegenstellt und der für den Autor den Menschen generell verkörpert.“
1953 absolvierte er ein Studium der russischen Sprache und Literatur an der Universität Vilnius. Er arbeitete am Institut der Litauischen Akademie der Wissenschaften und bei der Filmgesellschaft Lietuvos kino studija. 1959 erschien sein erster Powest Ich schaue in die Sterne.
Kanovičius war Mitglied des Sąjūdis-Rats und leitete von 1988 bis 1993 die jüdischen Gemeinden Litauens.
1993 emigrierte er nach Israel. Von 1995 bis 1999 war er israelischer Korrespondent der Nowoje ruskoje slowo, der größten russischsprachigen Zeitung  der Vereinigten Staaten.

## Werke
In deutscher Übersetzung sind erschienen:
- Kerzen im Wind. Roman. Übersetzt aus dem Russischen von Waltraud Ahrndt. Aufbau-Verlag, Berlin 1984.
  - Neuauflage unter dem Titel Ewiger Sabbat (= Die Andere Bibliothek. Band 351). Berlin 2014, ISBN 978-3-8477-0351-8.
- Tränen und Gebete der Einfältigen. Historischer Roman. Übersetzt aus dem Russischen von Waltraud Ahrndt. Volk und Welt, Berlin 1985.
- Ein Zicklein für zwei Groschen. Roman. Übersetzt aus dem Russischen von Waltraud Ahrndt. Aufbau-Verlag, Berlin 1993, ISBN 3-351-02203-4.
- Kaddisch für mein Schtetl. Autobiographischer Roman. Übersetzt aus dem Russischen von Ganna-Maria Braungardt. Aufbau Verlag, Berlin 2015, ISBN 978-3-351-03610-2.
- Die Freuden des Teufels. Roman. Übersetzt aus dem Russischen von Franziska Zwerg. Corso Verlagshaus Römerweg, Wiesbaden 2017, ISBN 978-3-7374-0736-6.

## Auszeichnungen
- 1995: Orden des litauischen Großfürsten Gediminas 3. Klasse
- 2014: Litauischer Nationaler Kultur- und Kunstpreis[3]

## Ehrungen
- Ehrenvorsitzender von Lietuvos žydų bendruomenė
- 2014: Ehrenbürger der Rajongemeinde Jonava[4]
- Seit 2023 trägt die Bibliothek von Jonava seinen Namen, siehe Öffentliche Grigori-Kanowitsch-Bibliothek der Rajongemeinde Jonava